# Eupatorium mohrii
Eupatorium mohrii là một loài thực vật có hoa trong họ Cúc. Loài này được Greene mô tả khoa học đầu tiên năm 1901.